# Pierre Monatte
Pierre Monatte (ur. 15 stycznia 1881, zm. 27 czerwca 1960) – francuski działacz związkowy, sekretarz generalny Powszechnej Konfederacji Pracy (CGT) na początku XX w., założyciel jej organy prasowego "La Vie ouvrière" (Życie robotnicze) 5 października 1909 r. Monatte jest uznawany za jedną z głównych postaci rewolucyjnego syndykalizmu.
W czasie I wojny światowej Pierre Monatte występował przeciwko wojnie, a w 1915 r. zrezygnował ze stanowisk w związku. Monatte często nawiązywał do poglądów Fernanda Pelloutiera i nie krył swoich anarchistycznych poglądów, chociaż odszedł od nich w późniejszym czasie, po międzynarodowym kongresie anarchistycznym w Amsterdamie, w 1907 r. Podczas kongresu Monatte starł się z Errico Malatestą w sprawie metod działania ruchu anarchistycznego. Powołując się na tzw. "Kartę z Amiens" z 1906 r., jeden z podstawowych dokumentów rewolucyjnego syndykalizmu, która ustanawiała "polityczną neutralność" związków, Monatte twierdził, że syndykalizm sam w sobie jest rewolucyjny oraz że jest wcieleniem w życie zasad I Międzynarodówki, natomiast Malatesta – że związki zawodowe nie są rewolucyjne, a koncepcja rewolucji jako strajku generalnego, za czym opowiadali się rewolucyjni syndykaliści, jest utopijna.
Monatte, stojąc na czele opozycji w ramach CGT założył w kwietniu 1919 r. Comités syndicalistes révolutionnaires (Komitety rewolucyjnych syndykalistów) w tym związku.
W 1923 r. wstąpił do Francuskiej Partii Komunistycznej (PCF); współpracował z Borisem Souvarinem i Alfredem Rosnerem. Wraz z nimi został w 1924 r. wykluczony z tej partii podczas wewnętrznej czystki skierowanej przeciwko zwolennikom Lwa Trockiego. W styczniu 1925 r. razem z Robertem Louzonem założył czasopismo "La Révolution prolétarienne" (Rewolucja proletariacka), które zdobyło sobie wielu czytelników w okresie międzywojennym.